# Aveleda (Vila do Conde)
Aveleda ist eine Gemeinde im Nordwesten Portugals.
Aveleda gehört zum Kreis Vila do Conde im Distrikt Porto, besitzt eine Fläche von 3,7 km² und hat 1224 Einwohner (Stand 19. April 2021).